# David Harris
David Charles Harris (Grand Rapids, 21 gennaio 1984) è un giocatore di football americano statunitense che milita nel ruolo di inside linebacker per i New England Patriots della National Football League (NFL). Fu scelto nel corso del secondo giro (47º assoluto) del Draft NFL 2007 dai New York Jets. Al college giocò a football alla Michigan University.

## Carriera professionistica

### New York Jets

#### Stagione 2007
Harris fu scelto nel corso del secondo giro del Draft 2007 dai New York Jets. Domenica 28 ottobre 2007 disputò la sua prima gara come titolare mettendo a segno 17 tackle e un sack contro i Buffalo Bills. Harris partì dall'inizio a causa dell'infortunio del linebacker Jonathan Vilma, inserito in lista infortunati per un problema al ginocchio. La settimana successiva stabilì il record NFL mettendo a segno ben 24 tackle contro i Washington Redskins (pareggiato nel 2013 da Luke Kuechly). Per queste prestazioni fu premiato come miglior rookie difensivo del mese di novembre. La sua stagione di debutto si concluse con 127 tackle, 5 sack e 2 fumble forzati malgrado l'aver disputato solo nove gare come titolare.

#### Stagione 2008
A fine febbraio, i Jets scambiarono il middle linebacker Jonathan Vilma coi New Orleans Saints ed Harris fu nominato inside linebacker titolare per la stagione 2008. Anche se riuscì a giocare solamente 11 gare a causa degli infortuni, riuscì comunque a terminare con 87 tackle e un sack.

#### Stagione 2009
Contro gli Houston Texans nella prima gara della stagione, Harris terminò con 11 tackle, un sack e un passaggio deviato, con la difesa che non subì alcun punto dagli avversari. Per questa prestazione fu premiato come miglior difensore della AFC della settimana. Due settimane dopo, con la sua squadra in vantaggio di soli sette punti, fece registrare un intercetto su un passaggio di Kerry Collins, dopo di che, nella successiva azione dei Tennessee Titans mise a segno un altro sack su Collins. Quella gara terminò con 12 tackle. Nella settimana 7 contro i Buffalo Bills, Harris fece registrare 17 tackle. Nella settimana 11 mise a segno 13 tackle e si guadagnò il diritto di chiamare gli schemi difensivi. La stagione di Harris si concluse guidando la migliore difesa della lega con 127 tackle, oltre a 5,5 sack che gli valsero l'inserimento nel Second-team All-Pro. Quell'anno i Jets raggiunsero la finale della AFC per la prima volta dal 1998 dove furono sconfitti dagli Indianapolis Colts.

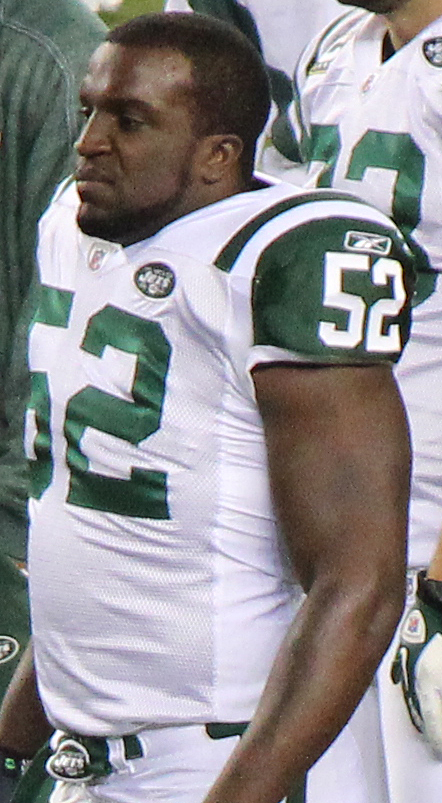
Harris nel 2011 con i Jets

#### Stagione 2010
Il 6 gennaio 2011, Harris mise a segno il suo primo intercetto in carriera nei playoff contro i New England Patriots nel divisional round ritornandolo per 58 yard. I Jets vinsero 28-21 avanzando fino alla seconda finale della AFC consecutiva. Fu il primo intercetto subito da Tom Brady in 11 partite e dopo 340 passaggi. Nella finale di conference tuttavia i Jets persero per 24-19 contro i Pittsburgh Steelers.

#### Stagione 2011
Nella settimana 9 contro i Buffalo Bills, Harris mise a segno 5 tackle, un intercetto e un passaggio deviato, venendo premiato per la seconda volta in carriera come difensore della AFC della settimana. La sua stagione terminò con 86 tackle, 5 sack e un nuovo primato personale di 4 intercetti. I Jets non riuscirono a tornare a qualificarsi per i playoff.

#### Stagione 2012
Nella stagione 2012, Harris disputò per la quarta annata consecutiva tutte le 16 gare come titolare, tornando a superare i cento tackle stagionali dopo due annate. Concluse così con 123 tackle, 3 sack e un fumble forzato.

#### Stagione 2013
Il primo sack della stagione, Harris lo mise a segno nella settimana 3 contro i Bills. Nel Monday Night Football della settimana 5 fece registrare un massimo stagionale di 14 tackle, seguiti la domenica seguente dal secondo sack contro gli Steelers.
Il 6 giugno 2017 a sorpresa Harris fu svincolato dai Jets dopo dieci stagioni.

### New England Patriots
Il 21 giugno 2017 Harris firmò un contratto biennale con i New England Patriots del valore di 5 milioni di dollari.

## Palmarès

### Franchigia
- American Football Conference Championship: 1

New England Patriots: 2017

### Individuale
- Second-team All-Pro: 1

2009
- Difensore della AFC della settimana: 2

1ª del 2009, 9ª del 2011
- All-Rookie Team - 2007
- Rookie difensivo del mese: 1

novembre 2007
- Record NFL maggior numero di tackle in una partita - 24 (condiviso)

## Statistiche
| Partite totali      | 154   |
| Partite da titolare | 147   |
| Tackle              | 1.087 |
| Sack                | 35,0  |
| Intercetti          | 6     |
| Fumble forzati      | 11    |

Statistiche aggiornate alla stagione 2016